# صلصة الشيلي

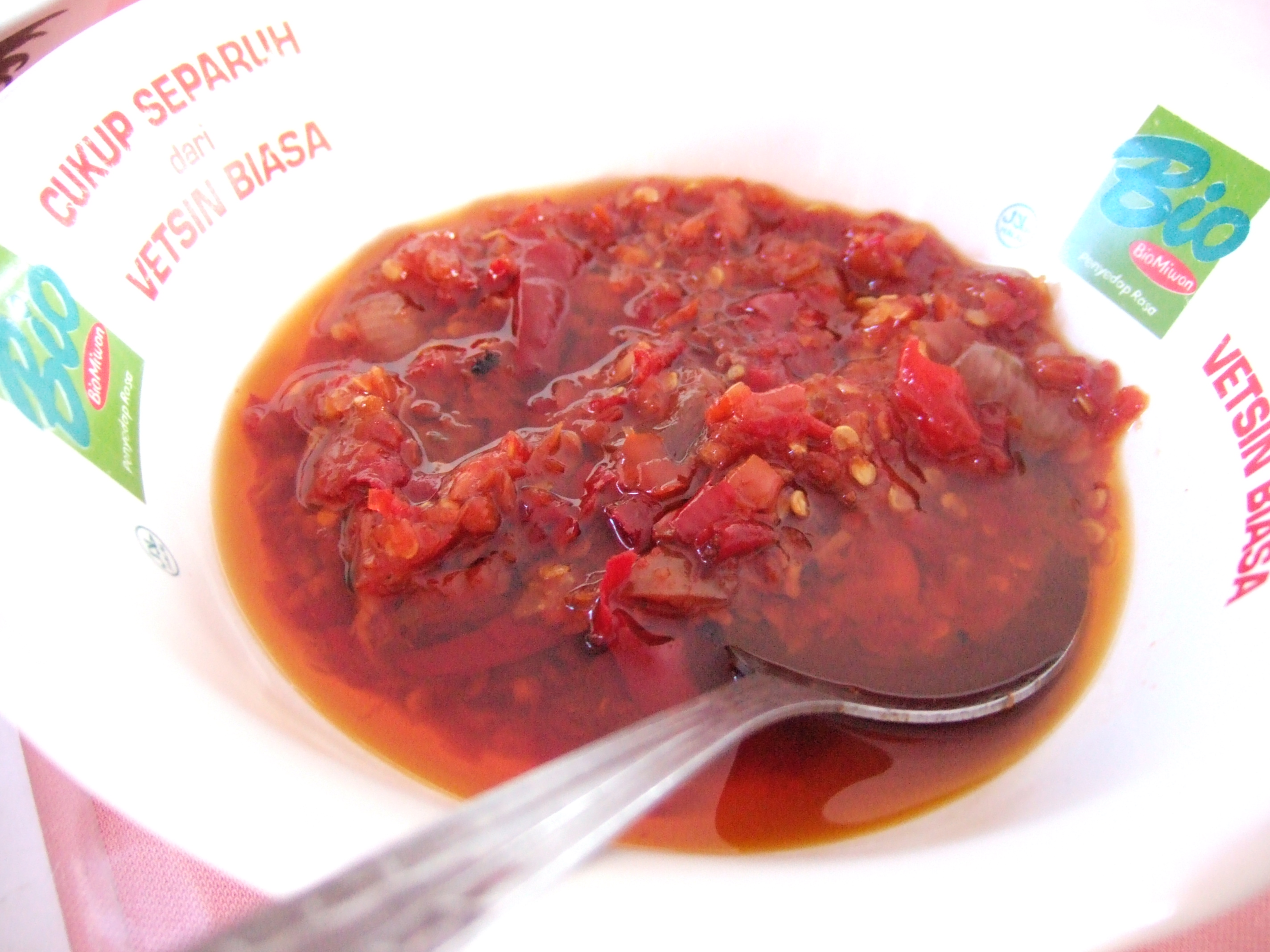
صلصة بالفُلفُل

الصلصة بالفُلفُل أو صلصة الشيلي هو نوع من أنواع التوابل التي أعدت مع الفلفل الحار وأحيانا الطماطم الحمراء كمكون أساسي. قد تكون صلصة الفلفل الحار حارًا أو حلوًا أو مزيجًا منها، وقد تختلف عن الصلصة الحارة في أن العديد من الأنواع الحلوة  أو المعتدلة موجودة، والتي لا تتوفر عادة في الصلصات الحارة الأخرى. عدة أنواع من صلصة الفلفل الحار تحتوي على السكر أو العسل في إعدادها، مثل صلصة الفلفل الحار الحلو وصلصة الفلفل الحار الحلو التايلاندية، والتي تضيف حلاوة ونكهتها الخاصة. قد تحتوي صلصة الفلفل الحار على ملمس أكثر لزوجة وسمكا بالمقارنة مع الصلصات الساخنة.
يمكن استخدام صلصة الفلفل الحار كصلصة لتغميس في التتبيلات المختلفة. تستخدم صلصة الفلفل الحار الحلو في المطبخ التايلاندي، كما تستخدم في بعض الأحيان في إعداد السوشي. Sweet chili sauce is used in مطبخ تايلاندي، هناك العديد من الأصناف التجارية من صلصة الفلفل الحار المنتجة موجودة على نطاق واسع في الكثير من دول العالم.